# Joost (serwis internetowy)
Joost (wymowa IPA: [dʒuːst]) — system dystrybucji programów telewizyjnych i innych form wideo przez Internet, korzystając z technologii peer-to-peer TV, stworzonej przez Niklasa Zennströma i Janusa Friisa (twórców Skype i Kazaa).
Tworzenie Joost rozpoczęto w 2006 pod nazwą kodową „The Venice Project”. Zennström i Friis zatrudnili około 150 producentów oprogramowania. CTO Joosta jest Dirk-Willem van Gulik. Według Zennström 25 lipca 2007 Joost miało ponad milion beta testerów.
Zespół prowadzi rozmowy z telewizją FOX. Aktualnie Joost ma podpisane kontrakty z Warner Music, Indianapolis Motor Speedway Productions (Indianapolis 500, IndyCar Series) i Endemol. W lutym 2007 firma podpisała kontrakt z Viacom, w celu dystrybucji zawartości jej mediów, w tym MTV Networks, BET i studia filmowego Paramount Pictures.

## Technologia
Program oparty jest na technologii P2PTV i wykorzystuje system telewizji na żądanie. Przy oglądaniu programów można korzystać z półprzezroczystych widżetów, m.in.: czytnik RSS, fora dyskusjne, ocenianie programów czy czat nt. danego programu lub stacji.
Aktualna wersja programu bazuje na XULRunner, a zarządzanie dźwiękiem odbywa się za pomocą ZAP Media Kit. Warstwa peer to peer pochodzi od firmy Joltid, która stworzyła warstwę peer to peer layer dla programu Skype. Odtwarzanie obrazu możliwe jest za pomocą dekoderów wideo CoreCodec, CoreAVC H.264.
Joost udostępniło API widżetów do Joosta 29 sierpnia 2007 na wolnej licencji, podobnej do licencji BSD.

## Finansowanie

### Produkcja Joost
Jako współwłaściciele Skype'a, Friis i Zennström otrzymali część zapłaty w wysokości 2,6 mld dolarów, gdy eBay wykupił Skype w 2005, co pokryło proces tworzenia i marketingu marki Joost. W tydzień po uruchomieniu usługi, założyciele ogłosili, że zarobili 45 mln dolarów.

### Dystrybucja zawartości
W przeciwieństwie do technologii strumieniowania, w której wszyscy klienci otrzymują zawartość z serwera, technologia P2P TV pozwala na odciążenie serwerów dzięki udostępnianiu oglądanych programów przez samych użytkowników.
Programy w Joost przerywane są reklamami, tak jak w zwykłej telewizji.

## Dostępność
Aktualnie program znajduje się w fazie otwartej bety. Aby zostać użytkownikiem, należy poprosić o zaproszenie. 1 maja 2007 ogłoszono kolejną fazę beta, w której wszyscy użytkownicy otrzymują możliwość wysyłania nieograniczonej liczby zaproszeń. Dodatkowo użytkownicy mogą otrzymać zaproszenia bezpośrednio od Joost. Aktualnie program dostępny jest na platformach intelowskich dla systemów OS X, Windows XP i Vista.
17 grudnia 2008, Joost wysłał e-mail swoich klientów tłumacząc, że projekt przestawia się na website-only kierunek, a oprogramowanie Joost przestanie działać w piątek, 19 grudnia 2008.

## Zawartość programowa
20 lutego 2007 Viacom, Inc. i Joost zawarły umowę, na mocy której oddziały Viacom (m.in. MTV Networks, BET Networks i Paramount Pictures) udostępnią swoje programy w Joost.
Joost aktualnie ma zawarte umowy z Ministry of Sound TV, Aardman Animation, Warner Music, Endemol, Wysiwyg Films, Diversion Media, CBS i CenterStaging's rehearsals.com. 1 maja 2007 Joost podpisało umowę z NHL na umieszczenie w Joost m.in. powtórek z finałów o Puchar Stanleya.